# Władimir Kowalonok

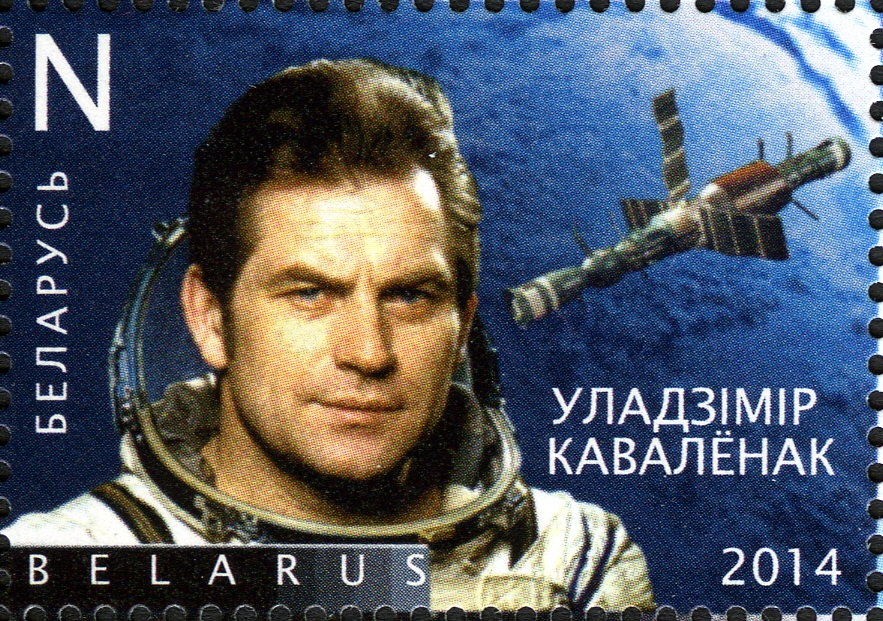
Władimir Kowalonok na białoruskim znaczku

Władimir Wasiljewicz Kowalonok, biał. Уладзі́мір Васі́льевіч Кавалёнак, ros. Владимир Васильевич Ковалёнок (ur. 3 marca 1942 we wsi Biełoje, obwód miński (Białoruska SRR)) – radziecki kosmonauta narodowości białoruskiej, generał pułkownik lotnictwa, Lotnik Kosmonauta ZSRR.

## Wykształcenie i służba wojskowa
- 1959–1963 – po ukończeniu 10-letniej szkoły średniej wstąpił do armii i został słuchaczem Wyższej Wojskowej Szkoły Lotniczej w Bałaszowie (ВВАУЛ) (obwód saratowski).
- 1963–1967 – po studiach służył w lotnictwie transportowym. Latał na samolotach typu An-24 jako drugi pilot, a później dowódca.
- 1976 – ukończył w systemie zaocznym Akademię Sił Powietrznych im. J.A. Gagarina.
- 1984 – został absolwentem Wojskowej Akademii Sztabu Generalnego im. K.J. Woroszyłowa.
- 1986 – otrzymał stopień kandydata nauk wojskowych. Później obronił pracę doktorską i został doktorem nauk wojskowych.

## Kariera kosmonauty i służba w Centrum Wyszkolenia Kosmonautów
- 1965 – po raz pierwszy próbował dostać się do oddziału kosmonautów. Tym razem został zakwalifikowany tylko do grupy rezerwowej.
- 1967 – 7 maja został przyjęty do oddziału radzieckich kosmonautów.
- 1967–1969 przeszedł ogólny kurs przygotowawczy do lotów w kosmos.
- 1969 – w styczniu oraz październiku pracował jako operator łączności podczas grupowych lotów statków kosmicznych Sojuz 4 i 5 oraz Sojuz 6, 7 i 8.
- 1970–1973 – trenował wspólnie z innymi kosmonautami w ramach programu DOS (ros. Dołgowriemiennaja Orbitalnaja Stancija – Długotrwała Stacja Orbitalna).
- 1974–1975 – razem z Witalijem Siewastjanowem, a później z Jurijem Ponomariowem, w charakterze dowódcy, przygotowywał się w załogach rezerwowych do lotu na stację orbitalną Salut 4. W maju 1975 obaj byli dublerami podstawowej załogi misji Sojuza 18.
- 1975–1977 – we wrześniu 1975 został dowódcą pierwszej wyprawy na pokład stacji orbitalnej Salut 6 i rozpoczął trening razem z Walerijem Riuminem, który w załodze pełnił funkcję inżyniera pokładowego. W dniach 9–11 października 1977 uczestniczył w nieudanej misji Sojuza 25.
- 1977–1978 – od listopada 1977, z nowym inżynierem pokładowym – Aleksandrem Iwanczenkowem, rozpoczął kolejne przygotowania do lotu w kosmos. Obaj byli dublerami podstawowych załóg wypraw Sojuz 26 oraz Sojuz 27. Na początku stycznia 1978 otrzymali nominacje do pierwszej załogi misji Sojuz 29 – drugiego długotrwałego lotu na pokładzie Saluta 6. Lot odbył się w dniach 15 czerwca – 2 listopada 1978.
- 1979 – 30 stycznia został kosmonautą-instruktorem korpusu radzieckich kosmonautów.
- 1980–1981 – w 1980 Kowalonok początkowo miał być dowódcą pierwszej załogi radziecko-rumuńskiego lotu realizowanego w ramach programu Interkosmos, ale ostatecznie zaczął szkolenie w załodze z Wiktorem Sawinychem. Obaj pierwotnie byli dublerami Wiaczesława Zudowa oraz Borysa Andriejewa. Przed lotem Sojuza T-4, po zdaniu przez obie ekipy egzaminów, okazało się, że na Saluta 6 musi wyruszyć załoga złożona z doświadczonych kosmonautów. W ten sposób Kowalonok i Sawinych w dniach 12 marca – 26 maja 1981 mieli możliwość uczestniczenia w misji Sojuza T-4.
- 1982 – został dowódcą grupy kandydatów na kosmonautów.
- 1984–1986 – 23 czerwca opuścił oddział kosmonautów z uwagi na mianowanie na funkcję zastępcy naczelnika jednego z oddziałów Centrum Wyszkolenia Kosmonautów im. J. Gagarina zajmującego się przygotowaniem kosmonautów. Pracował tam do stycznia 1986.

## Po opuszczeniu oddziału kosmonautów
- 1986 – w lutym, po opuszczeniu korpusu radzieckich kosmonautów, został zastępcą dowódcy 37 Armii Powietrznej (o przeznaczeniu strategicznym).
- 1988 – 25 marca został zastępcą naczelnika katedry strategii w Akademii Sztabu Generalnego Sił Powietrznych ZSRR.
- 1989–1992 – był deputowanym do parlamentu białoruskiego.
- 1991 – został prezesem Białoruskiej Federacji Kosmonautyki.
- 1992–2002 – był naczelnikiem Wojskowej Akademii Technicznej im. N. E. Żukowskiego.
- 2001 – został wybrany prezydentem Rosyjskiej Federacji Kosmonautyki.
- 2002 – 6 czerwca, z uwagi na osiągnięty wiek, rozkazem Ministra Obrony Narodowej Rosji został przeniesiony do rezerwy.

Autor ponad 60 publikacji naukowych oraz kilku książek poświęconych astronautyce m.in.: „Родина крылья дала” (Ojczyzna dała skrzydła) i „Исследования Земли с пилотируемых космических кораблей” (Badania Ziemi z pokładu załogowych statków kosmicznych).

## Loty załogowe
- „Sojuz 25”

Władimir Kowalonok wystartował w kosmos po raz pierwszy 9 października 1977. Był dowódcą statku kosmicznego Sojuz 25. Funkcję inżyniera pokładowego pełnił podczas tej misji Walerij Riumin. Obaj kosmonauci mieli spędzić na pokładzie Saluta 6 ponad 3 miesiące. Był to pierwszy lot załogowy w kierunku stacji orbitalnej nowej generacji, którą wyniesiono na orbitę 29 września 1977.
Dzień po starcie, 10 października Sojuz 25 trzykrotnie cumował do stacji. Załodze nie udało się jednak uzyskać hermetyczności połączenia, a to uniemożliwiło jej przejście na pokład kompleksu orbitalnego. Lot musiał zostać przerwany. Po dwóch dobach – 11 października 1977 Sojuz 25 wylądował ponad 180 km od Celinogradu. Przyczyną niepowodzenia był najprawdopodobniej niesprawny węzeł cumowniczy Sojuza 25 (węzeł spłonął w atmosferze). Podczas kolejnej misji – Sojuza 26 – dokonano inspekcji węzła cumowniczego Saluta 6 i nie stwierdzono żadnych usterek. Był on później wielokrotnie eksploatowany, co może potwierdzać wspomnianą diagnozę.
- „Sojuz 29”

15 czerwca 1978 z kosmodromu Bajkonur wystartował w kosmos statek Sojuz 29. Na jego pokładzie znajdowała się dwuosobowa załoga: dowódca – Władimir Kowalonok oraz inżynier pokładowy – Aleksandr Iwanczenkow. 16 czerwca statek połączył się ze stacją kosmiczną Salut 6. W dniach od 28 czerwca do 5 lipca 1978 do kompleksu orbitalnego był przycumowany statek Sojuz 30. Jego radziecko-polską załogę stanowili Piotr Klimuk i Mirosław Hermaszewski, którzy swój lot realizowali w ramach programu Interkosmos. Podczas prawie 140-dniowej misji Kowalonok i Iwanczenkow przyjęli jeszcze jedną międzynarodową załogę. Od 27 sierpnia do 3 września 1978 ich gośćmi byli Walerij Bykowski oraz Sigmund Jähn. Załoga stacji Salut 6 poza pracami remontowymi wykonała również obszerny program badań i eksperymentów.
29 lipca Władimir Kowalonok przez 2 godziny i 20 minut pracował poza stacją. Przedłużenie misji było możliwe dzięki temu, że Bykowski i Jähn powrócili na Ziemię w statku Sojuz 29, pozostawiając stałej załodze stacji orbitalnej Sojuza 31. Misja zakończyła się 2 listopada 1978. Kapsuła z załogą wylądowała około 180 km od Dżezkazganu.
- „Sojuz T-4”

12 marca 1981 Władimir Kowalonok rozpoczął swój trzeci lot kosmiczny. Dowodził wyprawą statku Sojuz T-4. Razem z nim w kosmos poleciał Wiktor Sawinych. Kosmonauci stanowili piątą stałą załogę (ostatnią) jaka pracowała na pokładzie stacji orbitalnej Salut 6. Dzień później, po pomyślnej operacji dokowania, obaj znaleźli się na pokładzie zespołu orbitalnego. Ich misja była stosunkowo krótka, bo trwała jedynie blisko 75 dni. W dniach 23–30 marca 1981 kosmonauci przyjęli kolejną międzynarodową załogę, której lot był realizowany w ramach programu Interkosmos. Byli to Władimir Dżanibekow oraz mongolski kosmonauta Dżügderdemidijn Gürragczaa. W maju stała załoga pracowała wspólnie z Leonidem Popowem i rumuńskim kosmonautą Dumitru Prunariu, którzy dotarli na pokład Saluta 6 na statku kosmicznym Sojuz 40. Podczas lotu kosmonauci realizowali program badań, podczas którego zajmowali się badaniem zasobów naturalnych Ziemi, eksperymentami technologicznymi i astrofizycznymi oraz obserwacjami medyczno-biologicznymi. Poza tym wykonali szereg prac remontowych urządzeń stacji. 26 maja 1981 załoga powróciła na Ziemię lądując w odległości około 120 km od Dżezkazganu.

## Odznaczenia i nagrody
- Medal Złota Gwiazda Bohatera Związku Radzieckiego – dwukrotnie (1978, 1981)
- Order Lenina – trzykrotnie (1977, 1978, 1981)
- Order „Za służbę Ojczyźnie w Siłach Zbrojnych ZSRR” («За службу Родине в Вооруженных Силах СССР») III stopnia (1991)
- Order „Za zasługi dla Ojczyzny” («За заслуги перед Отечеством») III klasy (16 maja 1996)
- Medal „Za zasługi w podboju kosmosu” (2011, Rosja)[2]
- Złota Gwiazda Bohatera Mongolskiej Republiki Ludowej (1981)
- Order Suche Batora (1981, Mongolia)
- Złota Gwiazda Bohatera NRD (1978, NRD)
- Order Karla Marksa (1978, NRD)
- Order Krzyża Grunwaldu I klasy (1978, Polska)[3]
- Złoty Medal Akademii Nauk ZSRR im. Konstantina E. Ciołkowskiego
- Universal Astronaut Insignia za lot orbitalny (nr 83) – Stowarzyszenie Uczestników Lotów Kosmicznych (Association of Space Explorers(inne języki))[4]

## Wykaz lotów
| Loty kosmiczne, w których uczestniczył Władimir W. Kowalonok           | Loty kosmiczne, w których uczestniczył Władimir W. Kowalonok | Loty kosmiczne, w których uczestniczył Władimir W. Kowalonok | Loty kosmiczne, w których uczestniczył Władimir W. Kowalonok | Loty kosmiczne, w których uczestniczył Władimir W. Kowalonok | Loty kosmiczne, w których uczestniczył Władimir W. Kowalonok | Loty kosmiczne, w których uczestniczył Władimir W. Kowalonok |
| №                                                                      | Data startu                                                  | Statek kosmiczny                                             | Data lądowania                                               | Statek kosmiczny                                             | Funkcja                                                      | Czas trwania                                                 |
| ---------------------------------------------------------------------- | ------------------------------------------------------------ | ------------------------------------------------------------ | ------------------------------------------------------------ | ------------------------------------------------------------ | ------------------------------------------------------------ | ------------------------------------------------------------ |
| 1                                                                      | 9 października 1977                                          | Sojuz 25                                                     | 11 października 1977                                         | Sojuz 25                                                     | Dowódca                                                      | 2 dni 44 minuty i 45 sekund                                  |
| 2                                                                      | 15 czerwca 1978                                              | Sojuz 29                                                     | 2 listopada 1978                                             | Sojuz 31                                                     | Dowódca                                                      | 139 dni 14 godzin 47 minut i 32 sekundy                      |
| 3                                                                      | 12 marca 1981                                                | Sojuz T-4                                                    | 26 maja 1981                                                 | Sojuz T-4                                                    | Dowódca                                                      | 74 dni 17 godzin 37 minut i 23 sekundy                       |
| Łączny czas spędzony w kosmosie – 216 dni 9 godzin 9 minut i 40 sekund |                                                              |                                                              |                                                              |                                                              |                                                              |                                                              |